# Guerre du Ouaddaï
Conquête du Territoire du Tchad
La guerre du Wadai, également connue sous le nom de guerre du Ouaddaï, est une guerre menée par la France et ses alliés africains contre le royaume du Ouaddaï et ses alliés de 1906 à 1912. Situé dans ce qui serait aujourd'hui l'est du Tchad et l'ouest du Soudan, le Ouadaï a farouchement résisté à l'invasion française. Quoi qu'il en soit, une grande partie du Wadai, y compris sa capitale Abéché, tomba aux mains des français en 1909, obligeant le dirigeant de l'empire Mohamed Daoud Mourra ibn Yousouf à poursuivre sa résistance depuis les provinces périphériques et les États alliés. Il réussit à obtenir le soutien du sultanat du Darfour et de Dar Masalit et utilisa ces zones comme bases arrière lors de ses tentatives d'évincer les Français. Ce faisant, il connut un certain succès et infligea plusieurs défaites aux forces dirigées par les Français. Afin de légitimer leur intervention, les Français ont installé Adam Asil, un parent de Daoud Mourra, comme dirigeant fantoche du Wadai. Après avoir perdu la plupart de ses forces et de ses alliés, Daoud Mourra fut contraint de se rendre en 1911. Quoi qu'il en soit, les troubles se poursuivirent initialement : une révolte anti-française majeure éclata peu après la défaite de Daoud Mourra, et une conspiration anti-européenne aurait été organisée avec le soutien de ce dernier. La dernière résistance anti-française efficace dans le Wadai fut réprimée en 1912 et la région resta une partie de l'empire colonial français jusqu'en 1960, incorporé à Afrique-Équatoriale française au sein du territoire du Tchad.

## Contexte historique
Fondée par le peuple Toundjour au XVIe siècle et située dans l'est du bassin du Tchad, l'économie du Ouaddaï reposait sur l'élevage du bétail et le commerce des esclaves(un peu comme le reste du Soudan). En conséquence, le Ouaddaï disposait d'une armée compétente, à base de cavalerie dont le but principal était de piller d'autres territoires à la recherche d'esclaves. Même si l'Islam était la religion d'État, les pratiques religieuses traditionnelles restaient courantes au sein de la population Ouaddaïses,.Quoi qu’il en soit, la religion a été utilisée pour justifier les raids d’esclaves contre les peuples non musulmans du sud (actuel sud du Tchad, République centrafricaine et Soudan du Sud). Au XIXe siècle, le royaume grandit en puissance grâce à une succession de rois capables (kolak), malgré des guerres civiles occasionnelles. L’État a finalement forgé une alliance avec l’influent ordre Senussi, basé dans le désert au nord(Libye) et contrôlant d’importantes routes commerciales transsahariennes, devenant ainsi la puissance dominante dans le bassin centre-est du Tchad. Le royaume a prospéré sous les règnes stables d'Ali ibn Muhammad Sharif (r. 1858-1874) et de Yusuf ibn Muhammad Sharif (r. 1874-1898). Les caravanes choisissaient de plus en plus de traverser le territoire, le jugeant plus sûr, et apportaient beaucoup de richesse à la région. S'appuyant sur son économie prospère et ses armes à feu importées des Senussi, le royaume a étendu et soumis plusieurs autres royaumes et sultanats tels que Bornu et le sultanat de Bagirmi, les forçant à payer un tribut et enlevant des artisans qualifiés pour enrichir l'empire. Dans le même temps, la ruée vers l’Afrique a entraîné une colonisation rapide du Sahel par la France. À l'est, les Britanniques ont vaincu le Soudan mahdiste et rétabli le sultanat du Darfour comme État tampon, la France avec l'expédition Marchand est déjà passé dans la région. Le dirigeant du Darfour, Ali Dinar, s'est révélé être un monarque relativement efficace et indépendant. À l'ouest, les armées coloniales françaises avaient commencé à s'étendre dans le bassin du Tchad, où elles sont entrées en conflit avec divers États, tribus et mouvements locaux, dont l'ordre Senussi. À la suite des négociations de 1898-1899, les gouvernements britannique et français ont convenu de se partager le bassin du Tchad. Ils décidèrent de confier le Ouadaï à la France, alors que le Darfour était formellement inclus dans la sphère d'influence britannique. L'incertitude demeure cependant, car les frontières entre les deux états sont contestées et régulièrement fluctuantes. Lorsque Ali Dinar du Darfour a pris connaissance des accords européens, il était déterminé à étendre son territoire le plus rapidement possible vers l'ouest pour empêcher l'occupation française de zones qu'il croyait lui appartenir de droit. Il coopéra de plus en plus avec les Senussi pour des raisons militaires et économiques et fut ainsi progressivement entraîné dans la lutte anti-française plus à l'ouest.

## Forces en présence

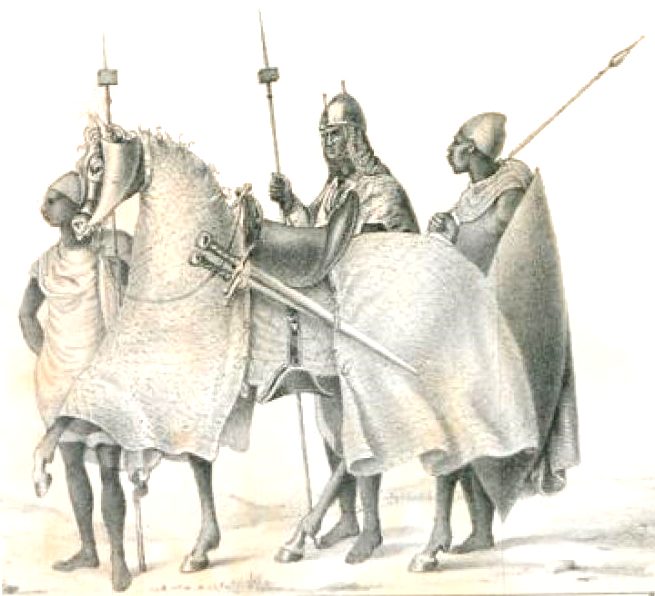
Cavalerie Ouaddiaise

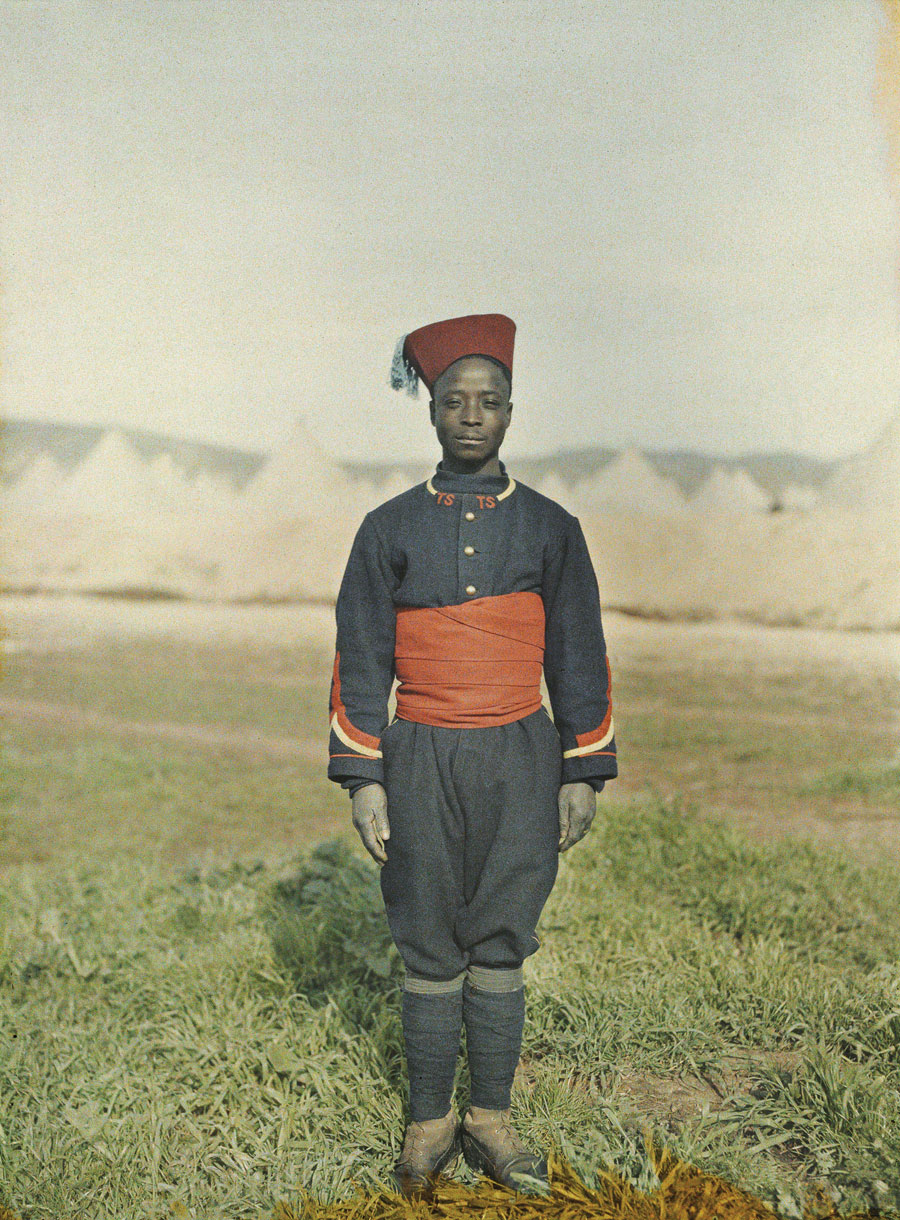
Tirailleur sénégalais au Maroc en 1913

Le royaume du Ouaddaï disposait d'une armée compétente et très expérimentée, bien familiarisée avec le combat mobile et les raids constants qui marquaient la guerre traditionnelle dans la région. Le noyau de son armée était constitué de troupes de cavalerie d’élite, assez semblable aux Cataphractaire ou aux Mamelouk dans l'apparence, dont beaucoup appartenaient à une noblesse guerrière. En 1900, Wadai était en mesure de lever entre 7 000 et 11 000 de ces soldats à cheval. Les nobles étaient complétés par des soldats ordinaires, dont beaucoup étaient en réalité des esclaves Les dirigeants de Ouaddaï étaient désireux de moderniser leur armée et ont commencé à importer des armes modernes d'Afrique du Nord au début du XIXe siècle. Les forces française étaient composé de troupes coloniales ainsi que de tirailleurs sénégalais, environ 1 000 soldats furent engagés mais pas au même moment.

## La Guerre

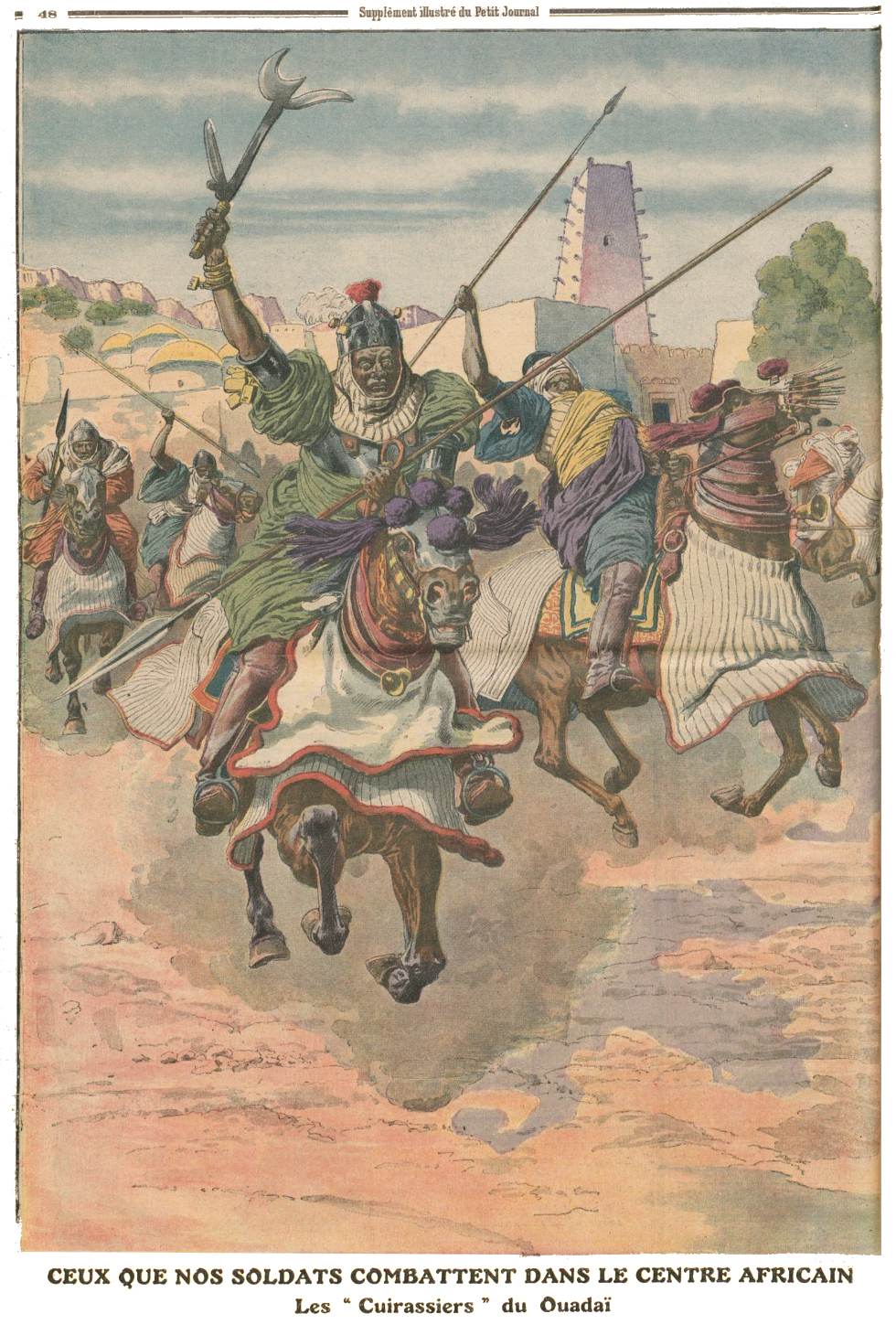
Le Petit Journal en 1911

Avec le soutien d'Adam Asil, un conflit ouvert entre la France et le royaume Ouadaï éclata en 1906. Les Français avancèrent progressivement vers l'est, construisant des postes fortifiés pour soutenir leur effort de guerre et attaquèrent les postes fortifiés Senussi Zawiya dans le désert, ce qui réduisit la puissance militaire et économique de l'ordre islamique. En 1907, les forces françaises se trouvaient à moins de 160 km d'Abéché. Pendant ce temps, Adam Asil a commencé à lancer des raids réguliers dans les environs du Wadai depuis les territoires sous contrôle français. Ces attaques n'ont pas été sanctionnées par ses protecteurs européens, ce qui a entraîné des tensions. Les Français l'abandonnèrent même temporairement en 1908, mais reprirent bientôt leur soutien à sa cause. Malgré les troubles entourant Adam Asil, les Français continuèrent d'avancer. Une colonne de 200 soldats dirigée par le capitaine Jérusalemy infligea de lourdes défaites aux forces wadaïennes à Dokotchi le 29 mai 1908 et à Djoua le 16 juin. Les gouverneurs des provinces du Wadai, Mahamid et Debaba, moururent au cours de cette dernière bataille. Grâce au succès de Djoua, une colonne française de 180 hommes dirigée par le capitaine Jean-Joseph Fiegenschuh put occuper Abéché le 2 ou le 12 juin 1909(le petit journal n'étant pas clair !). Le royaume Ouadaï devint une partie de l'empire colonial français et Adam Asil y fut installé. comme nouveau kolak. Daoud Mourra a cependant refusé de se rendre et a continué à fonctionner comme un kolak « fantôme ». Il se retira vers le nord dans les zones tenues par Senussi et mena une insurrection contre les Français dont le contrôle du restait très sommaire dans les faits. Comme les Français avaient revendiqués toutes les zones qui avaient été contrôlées par les dirigeants du royaume dans le passé, ils sont également entrés en conflit avec le Darfour. Ali Dinar considérait leur avancée dans la région frontalière contestée du Wadai et du Darfour comme une agression et il commença à soutenir la cause de Daoud Mourra. Pendant ce temps, le capitaine Fiegenschuh fut envoyé à la poursuite du kolak fugitif basé sur le territoire du sultan Taj ad-Din, souverain de Dar Masalit. Fiegenschuh et ses troupes furent complètement anéantis par les forces Ouaddaïennes à Wadi Kadja le 4 janvier 1910. Une autre force française fut rapidement rassemblée. Comptant 300 soldats, cette colonne était dirigée personnellement par le commandant du territoire tchadien Joseph Édouard Maillard et rencontra une armée de 5 000 soldats indigènes dirigée par Daouud Mourra et le sultan Taj ad-Din en personne à Dorothe le 8 novembre 1910. Les forces alliés réussirent à encercler les Français. , et a les anéantir au cours d'une bataille acharnée. Les deux camps subirent de lourdes pertes, notamment Maillard et le sultan Taj ad-Din. Dans l'ensemble, la bataille de Dorothe fut un succès majeur pour Daoud Mourra et rétablit temporairement son pouvoir.
Conscients de la gravité de la situation, l'état major français prépara une nouvelles offensive. Cette fois, c'est Victor Emmanuel Largeau qui pris le commandement de la guerre au Tcahd. Il lança une vaste campagne contre-insurrectionnelle qui réussit à forcer Daoud Mourra à se rendre en octobre 1911. Le kolak vaincu fut emprisonné à Fort-Lamy, même si les troubles continuèrent. Peu de temps après la capitulation de Dud Murra, une révolte majeure éclata dans la région. Après la répression de ce soulèvement, les Français ont pleinement consolidé leur contrôle sur la région. Le dirigeant fantoche de Wadai avait également perdu son utilité. Adam Asil fut évincé par les Français en 1911, soupçonné de soutenir une conspiration anti-européenne. Le royaume fut rayé de la carte et complètement occupé par les Français en 1912. Le drapeau français flottera jusqu'au 11 août 1960 date de l'indépendance du Tchad,.